# Communauté de communes du Pays Savinois
La communauté de communes du Pays Savinois est une ancienne structure intercommunale française. Elle regroupait les communes du canton de Saint-Savinien. Elle a été dissoute le 31 décembre 2013 et ses communes membres ont rejoint la Communauté de communes des Vals de Saintonge.

## Histoire
- Régime fiscal (au 01/01/2005): Fiscalité additionnelle.

## Quelques données géographiques en 2010
- Superficie : 166,25 km2, soit 2,42 % du département de la Charente-Maritime.

- 1 canton concerné : Canton de Saint-Savinien.

- Population en 2010: 7 322 habitants, soit 1,18 % du département de la Charente-Maritime.

- Densité de population en 2010 : 44 hab/km2 (Charente-Maritime : 91 hab/km2).

- Évolution annuelle de la population (entre 1999 et 2006) : +0,87 % (+1,07 % pour le département).
- Évolution annuelle de la population (entre 1990 et 1999) : +0,46 % (+0,61 % pour le département).

- 1 commune de plus de 2 000 habitants : Saint-Savinien
- Pas de ville de plus de 15 000 habitants.

## Composition
Lors de sa dissolution, elle comprenait les 11 communes du Canton de Saint-Savinien :
- Annepont
- Archingeay
- Bords
- Champdolent
- Fenioux
- Grandjean
- Le Mung
- Les Nouillers
- Saint-Savinien
- Taillant
- Taillebourg